# Félix Erviti Barcelona
Félix Erviti Barcelona OMI (* 29. Juli 1910 in Valcarlos; † 24. November 2000 in Madrid) war ein spanischer Ordensgeistlicher und römisch-katholischer Apostolischer Präfekt von Westsahara.

## Leben
Félix Erviti Barcelona empfing am 19. Februar 1933 das Sakrament der Priesterweihe für die Ordensgemeinschaft der Oblaten der Unbefleckten Jungfrau Maria.
Mit der Errichtung der Apostolischen Präfektur von Spanisch-Sahara und Ifni am 5. Juli 1954 aus Gebieten des Apostolischen Vikariats Ghardaia und des Apostolischen Vikariats Marokko wurde Félix Erviti Barcelona am 19. Juli 1954 zum Apostolischen Präfekten von Spanisch-Sahara und Ifni ernannt.
Am 2. Mai 1970 wurde die Apostolische Präfektur Spanisch-Sahara und Ifni in Apostolische Präfektur Spanisch-Sahara umbenannt, womit Félix Erviti Barcelona zum Apostolischen Präfekten von Spanisch-Sahara wurde. Mit der Umbenennung in ihren heutigen Namen Apostolische Präfektur Westsahara am 2. Mai 1976 wurde er zum Apostolischen Präfekten von Westsahara. Dieses Amt bekleidete er bis zu seiner Emeritierung am 6. Juli 1994.
Zwischen 1962 und 1965 nahm Präfekt Félix Erviti Barcelona als Konzilsvater an allen vier Sitzungsperioden des Zweiten Vatikanischen Konzils teil.